# Europese weg 1
De Europese weg 1 of E1 is een Europese weg die loopt van het Noord-Ierse Larne naar het Spaanse Sevilla. Hierbij doet de weg achtereenvolgens Noord-Ierland, Ierland, Spanje, Portugal en weer Spanje aan.

## Algemeen
De Europese weg 1 is een Klasse A Noord-Zuid-verbindingsweg. Hij begint bij het Noord-Ierse Larne en eindigt bij het Spaanse Sevilla.  Van een verbinding kan echter nauwelijks gesproken worden, want er is een grote onderbreking van ongeveer 1000 km tussen Ierland en Spanje en er is daar geen bootverbinding. De lengte is 1450 kilometer, de onderbreking niet meegeteld. Deze Europese snelweg maakt gebruik van provinciale wegen, autosnelwegen en tolwegen. De E1 is door de UNECE als volgt vastgelegd:
| Verenigd Koninkrijk (Noord-Ierland) - Larne - Belfast Ierland - Dublin - Wexford - Rosslare Vervolgens met de veerboot naar Spanje (Galicië) - La Coruña - Pontevedra |  | Portugal - Valença - Porto - Avereiro - Coimbra - Lissabon - Setúbal - Faro - Vila Real de Santo António Spanje (Andalusië) - Huelva - Sevilla |

## Traject

### Verenigd Koninkrijk (Noord-Ierland)
Noord-Ierland, waar de Europese weg officieel begint over provinciale wegen, gaat de E1 over de A8 en A8(M) van Larne naar Newtownabbey. Hier gaat de E1 de M2 op richting Belfast waar het over de A12 rond Belfast om vervolgens als de M1 Belfast te verlaten. Bij Sprucefield wordt de afrit genomen om de A1 naar Ierland op te gaan. Hierbij komt hij langs Banbridge en Newry voordat hij de grens overgaat.

### Ierland
In Ierland gaat de E1 gedeeltelijk over een autosnelweg; meer in het zuiden van Ierland gaat deze over provinciale wegen. Op de grens begint de N1 en vanaf daar is het 18 kilometer voordat de autosnelweg M1 begint. Ter hoogte van Drogheda is de E1 over korte afstand een tolweg. De tol wordt geheven ter bekostiging van een brug over de Boyne. Na het stuk tolweg vervolgt de E1 zijn weg naar Dublin via Swords. Aangekomen in Dublin gaat de E1 over de ringweg M50 en vervolgt zijn weg daarna naar het zuiden via de M11 en N11. Bij Wexford gaat de route de N25 op naar Rosslare Harbour.
Er gaat geen veerboot naar Ferrol in Spanje.

### Spanje (Galicië)
In Spanje begint de E1 op de tolweg AP-9F nabij de haven van Ferrol en gaat vanaf hier naar het zuiden richting A Coruña, waar het bij het eind van de AP-9F de AP-9 opgaat en zijn weg vervolgt richting Pontevedra. Vlak voor de Portugese grens komt de AP-9 ten einde en hier wordt verdergegaan op de A-55.

### Portugal
In Portugal volgt de E1 grotendeels de onaangegeven IP1. Vanaf de grens wordt er gereden over de A3 naar Porto, waar de weg als de A20 om Porto heengaat. Vanhier gaat de weg verder als de A1, die langs Aveiro en Coimbra gaat. Bij Lissabon wordt de weg vervolgt over de Segunda circular, de tweede rondweg rond de stad, en de IP7. Hier begint de A2, die richting Setúbal en Faro gaat en welke de E1 over de gehele afstand zal volgen. Bij Faro verandert de weg koers naar het oosten en volgt hier tot aan de Spaanse grens de A22.

### Spanje (Andalusië)
Weer in Spanje volgt de E1 de gehele A-49 naar Sevilla, waar de weg eindigt op het knooppunt met ringweg SE-30.

## Nationale wegnummers
De E1 loopt over de volgende nationale wegnummers:
| Verenigd Koninkrijk (Noord-Ierland) | Verenigd Koninkrijk (Noord-Ierland) |
| ----------------------------------- | ----------------------------------- |
| A8                                  | Larne - Newtownabbey                |
| A8(M)                               | Newtownabbey                        |
| M2                                  | Newtownabbey - Belfast              |
| A12                                 | Belfast                             |
| M1                                  | Belfast - Lisburn                   |
| A1                                  | Lisburn - Ierland                   |
| Ierland                             |                                     |
| N1                                  | Verenigd Koninkrijk - Dundalk       |
| M1                                  | Dundalk - Dublin                    |
| M50                                 | Ringweg Dublin                      |
| M11                                 | Dublin - Bray                       |
| N11                                 | Bray - Newtownmountkennedy          |
| M11                                 | Newtownmountkennedy - Enniscorthy   |
| N11                                 | Enniscorthy - Wexford               |
| N25                                 | Wexford - Rosslare Harbour          |

| Spanje (Galicië)   | Spanje (Galicië)                       |
| ------------------ | -------------------------------------- |
| F                  | Ferrol - A Coruña                      |
|                    | A Coruña - Tui                         |
| A-55               | Tui - Portugal                         |
| Portugal           |                                        |
|                    | Spanje - Porto                         |
|                    | Ringweg Porto                          |
|                    | Porto - Lissabon                       |
| geen               | Ringweg Segunda circular rond Lissabon |
|                    | Ringweg Segunda circular rond Lissabon |
|                    | Lissabon - Albufeira                   |
|                    | Albufeira - Spanje                     |
| Spanje (Andalusië) |                                        |
| A-49               | Portugal - Sevilla                     |

## Aansluitingen op andere Europese wegen
Tijdens de route sluit de E1 ook aan op andere Europese wegen:
- De E18, die van Larne tot Sprucefield, beide in Noord-Ierland, hetzelfde traject volgt
- De E16, die van Newtownabbey tot Belfast, beide in Noord-Ierland, hetzelfde traject volgt
- De E20 bij Dublin, Ierland
- De E30, die van Wexford tot Rosslare, beide in Ierland, hetzelfde traject volgt
- De E70 bij A Coruña, Spanje
- De E805 bij Vila Nova de Famalicão,  Portugal
- De E82 bij Porto, Portugal
- De E80, die van Aveiro tot Lissabon, beide in Portugal, hetzelfde traject volgt
- De E801 bij Coimbra, Portugal
- De E806 bij Torres Novas, Portugal
- De E90 bij Lissabon en van Setúbal tot Santarém, alle in Portugal, met een gedeeld traject
- De E802 bij Ourique, Portugal
- De E5 bij Sevilla, Spanje
- De E803 bij Sevilla, Spanje